# Нам Сан Мі
Нам Сан Мі (кор. 남상미) — південнокорейська акторка.

## Біографія
Народилася 3 травня 1984 року в місті Йонджу провінції Північна Кьонсан. 
Акторську кар'єру розпочала у 2003 році з епізодичних ролей в телесеріалах. У наступному році Сан Мі дебютувала в кіно другорядною роллю в романтичній комедії «Шпигунка». Першою головною роллю в кар'єрі стала робота в романтично-комедійному серіалі «Мила шпигунка», яка принесла Сан Мі першу акторську нагороду. У 2008 році виконала одну з головних ролей в популярному серіалі «Гурман». У наступному році Сан Мі зіграла головну роль в фільмі жахів «Жива смерть» режисера Лі Йон Чжу. Восени того ж року виконала головну роль в романтично-комедійному серіалі «Непереможний Лі Пьон Кан». У 2012 році виконала головну жіночу роль у фільмі «Персикове дерево», сценаристкою та режисеркою якого була Ку Хє Сон. У 2014 році отримала головну жіночу роль в історичному серіалі «Чосонський стрілець», другій спільній роботі з популярним актором Лі Чун Кі. Далі була головна роль в комедії «Повільне відео».
Першою після перерви в кар'єрі, пов'язаної з народженням дитини, для Сан Мі стала головна роль в популярному комедійному серіалі «Шеф Кім», прем'єра якого відбулася у січні 2017 року. Влітку 2018 року відбулася прем'єра містичного серіалу «Дозвольте мені представити її», головну роль в якому виконала Сан Мі.

### Особисте життя
Наприкінці листопада 2014 року агентство акторки оголосило, що Сан Мі одружується з бізнесменом на прізвище Чо, з яким вона познайомилася у 2013 році. Весілля відбулось в невеликій церкві одного з районів Сеула 24 січня наступного року. У травні 2015 року стало відомо про вагітність, 12 листопада Сан Мі народила дочку.

## Фільмографія

### Телевізійні серіали
| Рік  | Назва                                                           | Роль           | Мережа |
| ---- | --------------------------------------------------------------- | -------------- | ------ |
| 2003 | «Любовний лист»                                                 | юна Ім Кьон Ин | MBC    |
| 2003 | «Весна прийшла до мене як хуліган»                              | Сон Йон        | SBS    |
| 2003 | «Правда про полин та часник» (міська драма)                     | Са Ран         | KBS2   |
| 2003 | «Врятуватися від безробіття»                                    | Ван Біт На     | SBS    |
| 2004 | «Не один»                                                       | Сан Мі         | SBS    |
| 2005 | «Фрезії, плюшеві ведмедики, гарячий шоколад та…» (міська драма) | Чхве Да Йон    | KBS2   |
| 2005 | «Моя кохана, моя дорога»                                        | Ю Ін Кьон      | KBS1   |
| 2005 | «Мила шпигунка»                                                 | Лі Сун Є       | MBC    |
| 2006 | «Погана родина»                                                 | Кім Ян А       | SBS    |
| 2007 | «Час між псом та вовком»                                        | Со Чі У        | MBC    |
| 2008 | «Гурман»                                                        | Кім Чін Су     | SBS    |
| 2009 | «Непереможний Лі Пьон Кан»                                      | Лі Пьон Кан    | KBS2   |
| 2010 | «Життя прекрасне»                                               | Бу Йон Чжу     | SBS    |
| 2011 | «Світло та тіні»                                                | Лі Чан Хє      | MBC    |
| 2012 | «Як диво» (спеціальна драма)                                    | Хан Мьон Чжу   | KBS2   |
| 2013 | «Богині весілля»                                                | Сон Чі Хє      | SBS    |
| 2014 | «Чосонський стрілець»                                           | Чон Су Ін      | KBS2   |
| 2017 | «Шеф Кім»                                                       | Юн Ха Гьон     | KBS2   |
| 2018 | «Дозвольте мені представити її»                                 | Чі Ин Хан      | SBS    |

### Фільми
| Рік  | Назва                         | Роль       |
| ---- | ----------------------------- | ---------- |
| 2004 | «Шпигунка»                    | Нам Чін А  |
| 2004 | «Занадто красива брехня»      | Че Ин      |
| 2004 | «Мертвий друг»                | Су Ін      |
| 2005 | «Вона на роботі»              | Ча Син Хї  |
| 2005 | «Ніколи не програвати»        | Лі Хе Рьон |
| 2009 | «Жива смерть»                 | Хї Чжін    |
| 2010 | «Ти» (короткометражний фільм) |            |
| 2012 | «Персикове дерево»            | Пак Син А  |
| 2014 | «Повільне відео»              | Бон Су Мі  |

## Нагороди
| Рік  | Нагорода                               | Категорія                                                                | Робота                          | Результат | Прим.  |
| ---- | -------------------------------------- | ------------------------------------------------------------------------ | ------------------------------- | --------- | ------ |
| 2006 | 42-га Премія мистецтв Пексан           | Краща нова акторка телебачення                                           | «Мила шпигунка»                 | Номінація |        |
| 2006 | 25-та Премія MBC драма                 | Краща нова акторка                                                       | «Мила шпигунка»                 | Перемога  |        |
| 2007 | 26-та Премія MBC драма                 | Нагорода за майстерність (акторки)                                       | «Час між псом та вовком»        | Перемога  | [ 11 ] |
| 2008 | 3-тя Сеульська міжнародна премія драми | Найпопулярніша акторка                                                   | «Час між псом та вовком»        | Перемога  | [ 12 ] |
| 2008 | 16-та Премія SBS драма                 | Нагорода за майстерність (акторка спеціальної драми)                     | «Гурман»                        | Номінація |        |
| 2009 | 23-тя Премія KBS драма                 | Нагорода за майстерність (акторка мінісеріалу)                           | «Непереможний Лі Пьон Кан»      | Номінація |        |
| 2010 | 18-та Премія SBS драма                 | Краща акторка другого плану в щоденній / вихідного дня драмі             | «Життя прекрасне»               | Номінація |        |
| 2012 | 31-ша Премія MBC драма                 | Нагорода за високу майстерність (акторки спеціальної драми)              | «Світло та тіні»                | Номінація |        |
| 2013 | 21-ша Премія SBS драма                 | Нагорода за високу майстерність (акторки щоденної / вихідного дня драми) | «Богині весілля»                | Перемога  | [ 13 ] |
| 2013 | 21-ша Премія SBS драма                 | Топ-10 зірок                                                             | «Богині весілля»                | Перемога  | [ 13 ] |
| 2014 | 28-ма Премія KBS драма                 | Нагорода за високу майстерність (акторки)                                | «Чосонський стрілець»           | Номінація | [ 14 ] |
| 2014 | 28-ма Премія KBS драма                 | Нагорода за майстерність (акторка середньотривалої драми)                | «Чосонський стрілець»           | Перемога  | [ 14 ] |
| 2014 | 28-ма Премія KBS драма                 | Краща пара ( разом з Лі Чун Гі)                                          | «Чосонський стрілець»           | Перемога  | [ 14 ] |
| 2018 | 6-та Премія «Зірок МААТР»              | Нагорода за майстерність (акторка серіалу)                               | «Дозвольте мені представити її» | Номінація | [ 15 ] |
| 2018 | 26-та Премія SBS драма                 | Нагорода від продюсерів (акторки)                                        | «Дозвольте мені представити її» | Перемога  | [ 16 ] |
| 2018 | 26-та Премія SBS драма                 | Нагорода за високу майстерність (акторки щоденної / вихідного дня драми) | «Дозвольте мені представити її» | Номінація | [ 16 ] |